# Morti nel 1993/Gennaio
| Questa pagina contiene informazioni ricavate automaticamente dalle voci biografiche con l'ausilio del template Bio e di un bot. L'aggiornamento è periodico e automatico e ricostruisce completamente la pagina. Se manca una persona in questa lista, sei pregato di non aggiungerla, ma accertati piuttosto che la sua voce biografica contenga il template Bio e che i dati anagrafici siano correttamente compilati. Se il template Bio manca, inseriscilo tu stesso o, in alternativa, metti l'avviso {{tmp\|Bio}} che ne segnala la mancanza. Se i dati riportati sono sbagliati, correggi direttamente la voce biografica; le modifiche saranno visibili in questa lista entro pochi giorni. Per chiarimenti vedi il progetto biografie. La lista contiene solo le 125 persone che sono citate nell'enciclopedia e per le quali è stato implementato correttamente il template Bio. Pagina aggiornata al 3 mar 2024. |

- 1º gennaio - Italo Bellini, tiratore a volo italiano (n. 1915)
- 1º gennaio - June Clayworth, attrice statunitense (n. 1912)
- 1º gennaio - Totò Mignone, attore e ballerino italiano (n. 1906)
- 2 gennaio - Vladimir Makogonov, scacchista russo (n. 1904)
- 3 gennaio - François Mathey, gallerista francese (n. 1917)
- 3 gennaio - Johnny Most, giornalista statunitense (n. 1923)
- 3 gennaio - Saverio Scutellà, pittore, poeta e scrittore italiano (n. 1910)
- 4 gennaio - Danie Craven, rugbista a 15 e allenatore di rugby a 15 sudafricano (n. 1910)
- 5 gennaio - Juan Benet, scrittore spagnolo (n. 1927)
- 5 gennaio - Ferruccio Bernardis, politico italiano (n. 1906)
- 5 gennaio - Helmut Bischoff, militare tedesco (n. 1908)
- 5 gennaio - Nicholas Mayall, astronomo statunitense (n. 1906)
- 6 gennaio - Elisabetta d'Asburgo-Lorena, nobile austriaca (n. 1922)
- 6 gennaio - Bruno Catellani, ciclista su strada italiano (n. 1910)
- 6 gennaio - Zoltán Csányi, cestista, multiplista e allenatore di pallacanestro ungherese (n. 1912)
- 6 gennaio - Dizzy Gillespie, trombettista, pianista e compositore statunitense (n. 1917)
- 6 gennaio - Richard Mortensen, pittore danese (n. 1910)
- 6 gennaio - Rudol'f Nureev, ballerino e coreografo sovietico (n. 1938)
- 6 gennaio - Giulia Occhini,  italiana (n. 1922)
- 6 gennaio - Gaetano Zappalà, giornalista, scrittore e poeta italiano (n. 1931)
- 7 gennaio - Giovanni Colombo, imprenditore e dirigente sportivo italiano (n. 1937)
- 7 gennaio - Italo Mancini, presbitero, filosofo e teologo italiano (n. 1925)
- 8 gennaio - Beppe Alfano, giornalista italiano (n. 1945)
- 8 gennaio - Ramón Etchamendi, cestista e allenatore di pallacanestro uruguaiano (n. 1930)
- 8 gennaio - Teresa Sensi, scrittrice e giornalista italiana (n. 1900)
- 9 gennaio - Carlo Alleva, pittore italiano (n. 1932)
- 9 gennaio - Mario Genta, calciatore e allenatore di calcio italiano (n. 1912)
- 9 gennaio - Hans Loewald, psichiatra e psicoanalista tedesco (n. 1906)
- 9 gennaio - Paul Hasluck, politico australiano (n. 1905)
- 9 gennaio - Keith Mwila, pugile zambiano (n. 1966)
- 10 gennaio - Tengku Zainab, sovrana malese (n. 1917)
- 10 gennaio - Diana Adams, ballerina statunitense (n. 1929)
- 10 gennaio - Georges Mounin, linguista e insegnante francese (n. 1910)
- 11 gennaio - Aldo Bianchi, politico italiano (n. 1924)
- 11 gennaio - Ugo Croatto, politico e chimico italiano (n. 1914)
- 11 gennaio - Roberto Lucifero d'Aprigliano, partigiano, avvocato e politico italiano (n. 1903)
- 11 gennaio - Ismer Piva, politico italiano (n. 1921)
- 11 gennaio - Tommy Walker, allenatore di calcio e calciatore scozzese (n. 1915)
- 12 gennaio - Józef Czapski, scrittore, pittore e militare polacco (n. 1896)
- 12 gennaio - Pierre Nihant, pistard belga (n. 1925)
- 12 gennaio - Rexhep Spahiu, calciatore e allenatore di calcio albanese (n. 1923)
- 13 gennaio - Antonio Carcaterra, politico e giurista italiano (n. 1905)
- 13 gennaio - Edivaldo, calciatore brasiliano (n. 1962)
- 13 gennaio - Mozart Camargo Guarnieri, pianista, compositore e poeta brasiliano (n. 1907)
- 13 gennaio - Shahdi Langroudi, poeta iraniano (n. 1930)
- 13 gennaio - János Neu, calciatore, dirigente sportivo e allenatore di calcio ungherese (n. 1908)
- 13 gennaio - René Pleven, politico francese (n. 1901)
- 13 gennaio - Charles Tillon, partigiano, politico e saggista francese (n. 1897)
- 14 gennaio - Victor Abens, politico lussemburghese (n. 1912)
- 14 gennaio - Elman Huseynov, militare, ingegnere e funzionario azero (n. 1952)
- 14 gennaio - Robert A. Mattey, effettista statunitense (n. 1910)
- 14 gennaio - Aleksandr Medakin, calciatore sovietico (n. 1937)
- 15 gennaio - Alfredo Bovet, ciclista su strada e pistard italiano (n. 1909)
- 15 gennaio - Sammy Cahn, paroliere e musicista statunitense (n. 1913)
- 15 gennaio - Pepita Ferrer Lucas, scacchista spagnola (n. 1938)
- 15 gennaio - Henry Iba, allenatore di pallacanestro statunitense (n. 1904)
- 16 gennaio - Phil Chambers, attore statunitense (n. 1916)
- 16 gennaio - Freddie Cochrane, pugile statunitense (n. 1915)
- 16 gennaio - Glenn Corbett, attore statunitense (n. 1933)
- 16 gennaio - Andrea Gadaldi, dirigente sportivo, allenatore di calcio e calciatore italiano (n. 1907)
- 16 gennaio - Rafik Khachatryan, scultore armeno (n. 1937)
- 16 gennaio - Benvenuto Matteucci, arcivescovo cattolico italiano (n. 1910)
- 16 gennaio - Mary Nzimiro, imprenditrice e politica nigeriana (n. 1898)
- 16 gennaio - Jón Páll Sigmarsson, sollevatore, culturista e strongman islandese (n. 1960)
- 16 gennaio - Svetozar Vujović, calciatore jugoslavo (n. 1940)
- 17 gennaio - Julio Coll, regista e sceneggiatore spagnolo (n. 1919)
- 17 gennaio - Liu Yunzhang, cestista cinese (n. 1912)
- 17 gennaio - Vittore Martini, allenatore di calcio e calciatore italiano (n. 1912)
- 17 gennaio - Vilmos Zombori, calciatore rumeno (n. 1906)
- 18 gennaio - Erik Herseth, velista norvegese (n. 1892)
- 18 gennaio - Eleanor Burford, scrittrice inglese (n. 1906)
- 18 gennaio - Richard Waring, attore britannico (n. 1911)
- 18 gennaio - Dionysios Zakythinos, bizantinista greco (n. 1905)
- 19 gennaio - Zygmunt Olesiewicz, allenatore di pallacanestro polacco (n. 1929)
- 19 gennaio - Antonello Trombadori, giornalista, critico d'arte e politico italiano (n. 1917)
- 20 gennaio - Joseph Anthony, drammaturgo, attore e regista statunitense (n. 1912)
- 20 gennaio - Françoise Dior, politica francese (n. 1932)
- 20 gennaio - Audrey Hepburn, attrice britannica (n. 1929)
- 20 gennaio - Nicola Palmisano, presbitero, educatore e attivista italiano (n. 1940)
- 21 gennaio - Charlie Gehringer, giocatore di baseball statunitense (n. 1903)
- 21 gennaio - Bruce Kelly, architetto del paesaggio statunitense (n. 1948)
- 21 gennaio - Ján Zimmer, pianista e compositore slovacco (n. 1926)
- 22 gennaio - Helno, cantante francese (n. 1963)
- 22 gennaio - Kōbō Abe, scrittore, drammaturgo e regista teatrale giapponese (n. 1924)
- 22 gennaio - Jim Pollard, cestista, allenatore di pallacanestro e dirigente sportivo statunitense (n. 1922)
- 22 gennaio - Erik Tawaststjerna, musicologo, pianista e docente finlandese (n. 1916)
- 23 gennaio - Thomas A. Dorsey, pianista e compositore statunitense (n. 1899)
- 23 gennaio - Keith Laumer, scrittore statunitense (n. 1925)
- 23 gennaio - Li Ziming, insegnante cinese (n. 1902)
- 23 gennaio - Leo Löwenthal, sociologo e filosofo tedesco (n. 1900)
- 24 gennaio - Assunta d'Asburgo-Lorena, nobile (n. 1902)
- 24 gennaio - Héctor De Bourgoing, calciatore argentino (n. 1934)
- 24 gennaio - Thurgood Marshall, giurista statunitense (n. 1908)
- 24 gennaio - Eliane Montel, chimica e fisica francese (n. 1898)
- 24 gennaio - Uğur Mumcu, giornalista turco (n. 1942)
- 24 gennaio - Bruno Pulga, pittore italiano (n. 1922)
- 24 gennaio - Henry Abel Smith, politico britannico (n. 1900)
- 25 gennaio - Hédi Nouira, politico tunisino (n. 1911)
- 25 gennaio - Pres Slack, cestista statunitense (n. 1908)
- 26 gennaio - Erminio Bolzan, pugile italiano (n. 1914)
- 26 gennaio - Kenneth Gaburo, compositore statunitense (n. 1926)
- 26 gennaio - Jan Gies,  olandese (n. 1905)
- 26 gennaio - Robert Jacobsen, scultore e pittore danese (n. 1912)
- 26 gennaio - Jeanne Sauvé, giornalista e politica canadese (n. 1922)
- 26 gennaio - Paddy Sloan, calciatore e allenatore di calcio irlandese (n. 1920)
- 27 gennaio - Srđan Aleksić, attore e militare jugoslavo (n. 1966)
- 27 gennaio - Nils Aall Barricelli, matematico italiano (n. 1912)
- 28 gennaio - André the Giant, wrestler e attore francese (n. 1946)
- 28 gennaio - Giacinto Grassi, letterato e poeta italiano (n. 1918)
- 28 gennaio - Helen Sawyer Hogg, astronoma canadese (n. 1905)
- 28 gennaio - Anatolij Parfënov, lottatore sovietico (n. 1925)
- 29 gennaio - Franco Ferri, partigiano e politico italiano (n. 1922)
- 29 gennaio - Gustav Hasford, militare e scrittore statunitense (n. 1947)
- 29 gennaio - Lars Larsson, siepista svedese (n. 1911)
- 29 gennaio - Michel Renault, ballerino francese (n. 1927)
- 29 gennaio - Giuseppe Testi, pittore italiano (n. 1910)
- 30 gennaio - Alessandra di Grecia, regina greca (n. 1921)
- 30 gennaio - Joë Jaunay, allenatore di pallacanestro francese (n. 1919)
- 30 gennaio - James LuValle, velocista statunitense (n. 1912)
- 30 gennaio - Otto Roelen, chimico tedesco (n. 1897)
- 30 gennaio - Vincenzo Tomassi, montatore italiano (n. 1937)
- 31 gennaio - János Gyimesi, cestista e allenatore di pallacanestro ungherese (n. 1913)
- 31 gennaio - Ernő Lendvai, musicologo, insegnante e teorico della musica ungherese (n. 1925)
- 31 gennaio - Desiderius Papp, giornalista e storico della scienza austro-ungarico (n. 1895)
- 31 gennaio - Frithjof Ulleberg, calciatore norvegese (n. 1911)